# Sidney Lowe
Sidney Rochell Lowe (Washington, 21 gennaio 1960) è un ex cestista e allenatore di pallacanestro statunitense, professionista nella NBA.

## Carriera
È stato selezionato dai Chicago Bulls al secondo giro del Draft NBA 1983 (25ª scelta assoluta).
Con gli Stati Uniti ha disputato le Universiadi di Bucarest 1981.

## Palmarès

### Giocatore
- McDonald's All-American Game (1979)
- Campione NCAA (1983)
- 2 volte campione CBA (1986, 1988)
- All-CBA First Team (1988)
- 2 volte CBA All-Defensive First Team (1986, 1988)
- Migliore nelle palle recuperate CBA (1988)